# Askøy
Askøy là một đô thị ở hạt Hordaland, Na Uy.